# باتاتایس
باتاتایس (به پرتغالی: Batatais) یک منطقه شهری در برزیل است که در ایالت سائو پائولو واقع شده‌است. باتاتایس ۶۰٬۵۸۹ نفر جمعیت دارد.